# 신속통합기획
신속통합기획은 서울특별시에서 추진 중인 재건축 개발 사업이다.